# Institut des hautes études scientifiques
Cet article possède un paronyme, voir Institut des hautes études par les sciences et la technologie.
L’Institut des hautes études scientifiques (IHÉS) est un institut privé français qui soutient la recherche avancée en mathématiques et en physique théorique. Il est situé à Bures-sur-Yvette, au sein du campus de Paris-Saclay et accueille le laboratoire Alexander-Grothendieck,, unité mixte de recherche avec le CNRS.

## Présentation
L'IHÉS, fondé en 1958 par l'industriel, homme d'affaires et mathématicien russe Léon Motchane avec l'aide de Robert Oppenheimer et Jean Dieudonné, avait pour objectif de rassembler les meilleurs chercheurs, dans la crainte qu'ils ne quittent la France pour les États-Unis après la Seconde Guerre mondiale, comme cela se produisit en Allemagne. Il accueille un petit nombre de professeurs permanents, nommés à vie, et environ 200 visiteurs par an pour des séjours de trois mois en moyenne. Il y a aussi un petit nombre de visiteurs de longue durée. La recherche n'est pas dirigée : chaque chercheur est libre de poursuivre ses propres objectifs. Les professeurs permanents doivent être présents au moins six mois par an.
Le choix du fonctionnement de l'IHÉS aurait été influencé par Oppenheimer, qui dirigeait alors l'Institute for Advanced Study (IAS) à Princeton. La forte personnalité d'Alexandre Grothendieck et la vaste portée de ses théories révolutionnaires ont profondément marqué les dix premières années de l'IHÉS (dont il démissionna en 1970, à cause des financements à buts militaires que l'institut recevait). René Thom était un autre personnage marquant, ainsi que Dennis Sullivan, qui avait un talent particulier pour encourager les échanges fructueux entre les visiteurs.
L'IHÉS publie une revue mathématique, les Publications mathématiques de l'IHÉS.

## Directeurs
| Période     | Nom                     |
| ----------- | ----------------------- |
| 1958-1971   | Léon Motchane           |
| 1971-1985   | Nicolaas Kuiper         |
| 1985-1994   | Marcel Berger           |
| 1994-2013   | Jean-Pierre Bourguignon |
| Depuis 2013 | Emmanuel Ullmo          |

## Professeurs permanents
| Nom                     | Discipline    | Arrivée | Départ   | Notes               | Distinctions                                                                               |
| ----------------------- | ------------- | ------- | -------- | ------------------- | ------------------------------------------------------------------------------------------ |
| Alexandre Grothendieck  | Mathématiques | 1958    | 1970     |                     | Médaille Fields (1966), prix Crafoord (1988)                                               |
| Jean Dieudonné          | Mathématiques | 1958    | 1964     |                     |                                                                                            |
| Louis Michel            | Physique      | 1962    | 1992     | Émérite 1992-1999   | Médaille Wigner (1982)                                                                     |
| René Thom               | Mathématiques | 1963    | 1990     | Émérite 1990-2002   | Médaille Fields (1958)                                                                     |
| David Ruelle            | Physique      | 1964    | 2000     | Émérite depuis 2000 | Prix Henri-Poincaré (2006), médaille Max-Planck (2014)                                     |
| Pierre Deligne          | Mathématiques | 1970    | 1984     |                     | Médaille Fields (1978), prix Crafoord (1988), prix Abel (2013)                             |
| Dennis Sullivan         | Mathématiques | 1974    | 1997     |                     | Prix Wolf (2010)                                                                           |
| Jürg Fröhlich           | Physique      | 1978    | 1982     |                     | Médaille Max-Planck (2001), prix Henri-Poincaré (2009)                                     |
| Oscar Lanford III       | Physique      | 1982    | 1989     |                     |                                                                                            |
| Mikhaïl Gromov          | Mathématiques | 1982    | 2015     | Émérite depuis 2015 | Prix Wolf (1993), prix Abel (2009)                                                         |
| Jean Bourgain           | Mathématiques | 1985    | 1994     |                     | Médaille Fields (1994), prix Shaw (2010), prix Crafoord (2012)                             |
| Thibault Damour         | Physique      | 1989    | en poste |                     | Médaille Albert-Einstein (1996), médaille d'or du CNRS (2017)                              |
| Maxime Kontsevitch      | Mathématiques | 1995    | en poste |                     | Prix Henri-Poincaré (1997), médaille Fields (1998), prix Crafoord (2008), prix Shaw (2012) |
| Laurent Lafforgue       | Mathématiques | 2000    | 2021     |                     | Médaille Fields (2002)                                                                     |
| Nikita Nekrasov (en)    | Physique      | 2000    | 2013     |                     |                                                                                            |
| Vasily Pestun           | Physique      | 2014    | 2023     |                     |                                                                                            |
| Hugo Duminil-Copin      | Mathématiques | 2016    | en poste |                     | Médaille Fields (2022)                                                                     |
| Vyacheslav Rychkov (de) | Physique      | 2017    | en poste |                     | Prix New Horizons en Physique (2014), Grand Prix Mergier-Bourdeix (2019)                   |
| Laure Saint-Raymond     | Mathématiques | 2021    | en poste |                     |                                                                                            |
| Dustin Clausen (de)     | Mathématiques | 2023    | en poste |                     |                                                                                            |
| Julio Parra-Martinez    | Physique      | 2024    | en poste |                     |                                                                                            |
| Hong Wang               | Mathématiques | 2025    | en poste |                     | Prix Maryam Mirzakhani New Frontiers (2022)                                                |

## Présidents
La liste des présidents de l'IHÉS est la suivante :
| Nom                  | Période   | Fonctions                                                                              |
| -------------------- | --------- | -------------------------------------------------------------------------------------- |
| Joseph Pérès         | 1958-1962 | Doyen de la Faculté des sciences de Paris                                              |
| André Grandpierre    | 1962-1972 | Président d'honneur de Pont-à-Mousson                                                  |
| Jacques Ballet       | 1972-1973 | PDG d'ESSO Standard                                                                    |
| Raymond Barre        | 1973-1977 | Ministre du Commerce extérieur, puis de l’Économie et des Finances et Premier ministre |
| Pierre Aigrain       | 1977-1978 | Directeur technique général de Thomson                                                 |
| Renaud de La Genière | 1978-1985 | Gouverneur de la Banque de France                                                      |
| Marcel Boiteux       | 1985-1994 | Président d'EDF, président de l'Institut Pasteur                                       |
| Philippe Lagayette   | 1995-2014 | Directeur général de la Caisse des dépôts, vice-président JP Morgan Europe             |
| Marwan Lahoud        | 2014-     | Ingénieur                                                                              |

## Personnalités
Parmi les grands mathématiciens ou physiciens qui ont été associés à l'Institut, on peut citer :
- Alain Connes (médaille Fields 1982), titulaire de la chaire Léon-Motchane depuis 1979 ;
- Jacques Tits (prix Abel 2008), mathématicien, rédacteur en chef des Publications mathématiques de l'IHÉS (1980-1998) ;
- Christopher Zeeman, visiteur annuel de l'IHÉS de 1961 à 1998.